# Mix sonore
Mix sonore est une émission de télévision de variétés musicale animée par Martha Wainwright, produite par Connections Productions et diffusée depuis le 16 mai 2020 sur Unis TV.

## Synopsis
Martha Wainwright partage la scène avec des artistes invités francophones et anglophones, provenant d’un bout à l’autre du Canada et d’horizons musicaux différents.
Chaque épisode il y a trois invités, un artiste ou groupe anglophone et deux artistes  ou groupe francophones, l'un de la province de Québec et l'autre de l'extérieur du Québec. Au total, plus de 40 artistes sont présentés à chaque saison. Les invités interprètent leurs propres grands succès ainsi que des reprises de chansons populaires. Martha divertit le public avec ses propres morceaux, son interprétation musicale de reprises et elle se produit en duo avec des artistes invités.
Mix sonore offre une expérience musicale live intime avec un tournage devant un public de studio en direct.  Il y a de belles surprises pour les téléspectateurs qui ont l’impression de faire partie du concert et de partager leurs chansons « coup de cœur » avec leurs artistes vedettes préférées,,.
La première saison a été tournée au Marque Ballroom, un bar à Halifax, Nouvelle-Écosse, en janvier 2019. La deuxième saison a été tournée à Montréal, au Québec, au bar Le Lux, au printemps 2022. Tous les profits de la vente des billets ont été reversés à The Kate McGarrigle Fund, un fonds créé par Kate McGarrigle pour fournir un financement pour la recherche sur le sarcome ainsi que des ressources de musicothérapie aux patients atteints de cancer passionnés de musique.
Mix Sonore est un spectacle bilingue écrit par Mélanie Léger et mis en scène par Marcel Gallant. Les dialogues et chansons choisis sont dans les deux langues officielles du Canada, le français et l'anglais. Malgré la différence de langue, il y a une entente entre les artistes, l'animateur et les musiciens, car ils ont tous une langue en commun, la langue de la musique.

## Orchestre Maison
- L'orchestre qui accompagne l'émission est dirigé par Alex McMahon
- Chant : Martha Wainwright
- Piano, orgue : Alex McMahon
- Guitare, Lap steel guitar : Simon Pednault
- Basse électrique, Contrebasse : Guillaume Chartrain
- Batterie : Marc-André LaRocque

## Musiciens Invités

### Première saison
- Épisode 1
  - Choristes - Carole Daigle & Isabelle Ouellet

- Épisode 3
  - Trombone - Eric Landry
  - Trompette - Jody Lyne
  - Saxophone - Ian Sherwood
  - Saxophone - Sean Weber

- Épisode 5
  - Choriste et piano - Owen Lee

- Épisode 8
  - Trompette - Mike Cowie
  - Saxophone - Chris Mitchell

### Deuxième Saison
- Épisode 1
  - Choristes - Dawn Cumberbatch & Marie-Christine Depestre
- Épisode 5
  - Musicien - DJ Quiet Mike
- Épisode 6
  - Choristes - Karine Pion & Ariane Brunet
- Épisode 7
  - Choristes - Sarah Bourdon & Franck Julien

## Production
Cette émission de télévision musicale de variétés est produite par Connections Productions. Les producteurs sont Marcel Gallant, Chris Goguen, Marc Savoie et Hélène Eusanio.

## Tournage
Le tournage de la première saison de cette émission a eu lieu en janvier 2020 et a été filmée devant un public en studio au Marquee, un bar situé à Halifax, en Nouvelle-Écosse en janvier 2020.
En raison des restrictions de Covid, le tournage de la deuxième saison a été retardé jusqu'en 2022 et a eu lieu à Montréal, au Québec, au bar Le Lux, devant un public en studio.

## Épisodes

### Première saison (2020)
La première saison comporte treize épisodes et était diffusé le 16 mai 2020 au Canada.
|    | Invité(e)s                                                 | Date de diffusion |
| 1  | Damien Robitaille, Ingrid St-Pierre et Bobby Bazini        | 16 mai 2020       |
| 2  | Yann Perreau, Rose Cousins, Étienne Fletcher               | 23 mai 2020       |
| 3  | Maggie Savoie, Dumas, Matt Andersen                        | 30 mai 2020       |
| 4  | Simon Daniel, Sam Roberts, Laurence Nerbonne               | 6 juin 2020       |
| 5  | Mehdi Cayenne, Fanny Bloom, Classified                     | 13 juin 2020      |
| 6  | Adam Baldwin, Luc de Larochellière, Andrea Lindsay         | 20 juin 2020      |
| 7  | Renelle Ray, David Myles, Stéphanie Boulay, Mélanie Boulay | 27 juin 2020      |
| 8  | Caroline Savoie, Samuelle, Jill Barber                     | 4 juillet 2020    |
| 9  | Shawn Jobin, Émile Proulx-Cloutier, Basia Bulat            | 11 juillet 2020   |
| 10 | Yao, Marie-Pierre Arthur, Jason Collett                    | 18 juillet 2020   |
| 11 | Kelly Bado, Alexandre Poulin, La Force                     | 26 juillet 2020   |
| 12 | Salomé Leclerc, Geoffroy, Mario Lepage                     | 1er août 2020     |
| 13 | Alan Doyle, Pierre Guitard, Louis-Jean Cormier             | 8 août 2020       |

### Deuxième saison (2022)
La deuxième saison comporte onze épisodes et était diffusé le 16 juillet 2022 au Canada.
|    | Invité(e)s                                       | Date de diffusion |
| 1  | France d’Amour, AHI, Radio Radio                 | 16 juillet 2022   |
| 2  | Patrice Michaud, Matt Mays, Jacques Surette      | 17 juillet 2022   |
| 3  | Rosie Vallard, Serena Ryder, Joseph Edgar        | 23 juillet 2022   |
| 4  | Antoine Corriveau, Half Moon Run, Paul Cournoyer | 24 juillet 2022   |
| 5  | FouKi, Joel Plaskett, Marie-Clo                  | 30 juillet 2022   |
| 6  | Luis Clavis, Jason Bajada, Zachary Richard       | 31 juillet 2022   |
| 7  | Gab Bouchard, Beyries, Stef Paquette             | 6 août 2022       |
| 8  | Tire le coyote, Hawksley Workman, Anique Granger | 7 août 2022       |
| 9  | Saratoga, Ben Caplan, Rayannah                   | 13 août 2022      |
| 10 | Catherine Major, Neon Dreams, Menoncle Jason     | 14 août 2022      |
| 11 | Marc Déry, Milk & Bone, Les Hay Babies           | 20 août 2022      |

## Fiche technique

### Saison 1
- Titre : Mix sonore
- Réalisation : Marcel Gallant
- Scénario : Mélanie Léger
- Direction artistique : René Poirier
- Costumes : Sarah Hayden Roy
- Maquillage : Charline Babineau
- Coiffeur : Sophie Belliveau
- Son : Maurice Goguen, Pat Martin, Kristan Moore, Dan Stewart, Al Strickland
- Aiguillage : Wayne Gaudet
- Block control caméra : François Fortin
- Caméra : Alain Bisson, Michel Guitard, Ken LeBlanc, Antho Paulin, Blake Stilwell, Ben Sutherland
- Eclairage : Normand Chassé[12]
- Production : Marcel Gallant, Chris Goguen, Marc Savoie
- Préposé aux instruments : Brit Fader
- Télésouffleur : Céleste Godin
- Transport : Christine Belliveau, Nicholas Boudreau
- Société de production : Connections Productions
- Société(s) de distribution (télévision) : Unis TV
- Pays d'origine :  Canada
- Langue originale : Français
- Format : couleur
- Genre : Rock
- Durée : 44 minutes environ
- Lieux de tournage : Halifax, Nouvelle-Écosse

### Saison 2
- Titre : Mix sonore
- Réalisation : Marcel Gallant
- Scénario : Mélanie Léger
- Direction artistique : Stéban Sanfaçon
- Décors : Pierre Léveillé
- Costumes : Shannon Muir
- Maquillage : Charline Babineau
- Coiffeur : Yannick Fabreque, Marie-Hélène Ricard, Felicio Rousseau
- Son : Paul Goguen, Eric Leclerc, Al Strickland
- Aiguillage :
- Block control caméra : François Fortin
- Caméra :
- Eclairage : Normand Chassé
- Production : Marcel Gallant, Chris Goguen, Marc Savoie, Hélène Eusanio
- Préposé aux instruments : Sébastien Brodeur
- Télésouffleur : Marie-Eve Dubé, Audrey Michaud
- Transport : Vassili Antoine Baroni, Sébastien Brodeur, Ulysse Dubé Burelle, Dave Pellerin
- Société de production : Connections Productions
- Société(s) de distribution (télévision) : Unis TV
- Pays d'origine :  Canada
- Langue originale : Français
- Format : couleur
- Genre : Rock
- Durée : 48 minutes environ
- Lieux de tournage : Montréal (Québec)